# Auguste von Faßmann

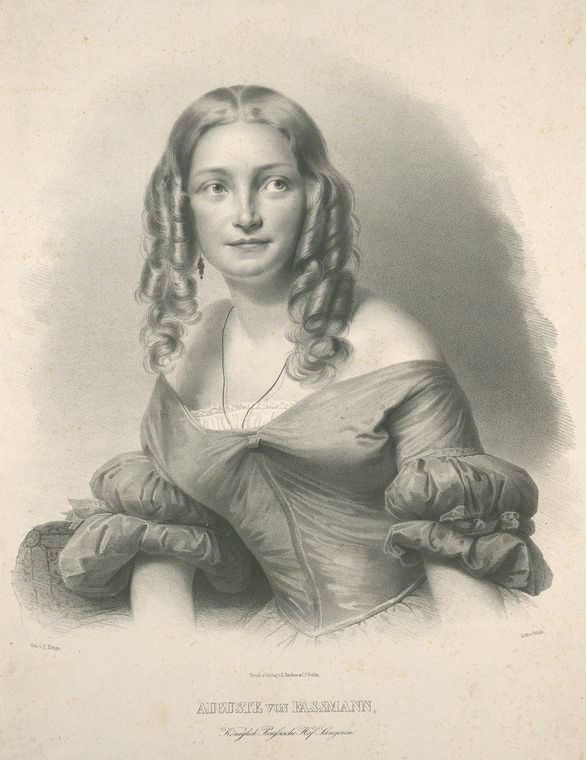
Auguste von Faßmann, Lithographie von Carl Wildt nach einer Zeichnung von Franz Krüger, um 1840

Auguste Xaveria Franziska von Faßmann (* 20. Mai 1811 in Lengdorf, Oberbayern; † 22. Mai 1872 in Kolberg, Pommern) war eine deutsche Opernsängerin (Sopran).

## Leben
Auguste Xaveria Franziska von Held, verwitwete von Seckendorff, geborene von Faßmann auf dem Schloss Kopfsburg in Lengdorf geboren, das seit 1802 dem bayerischen Staat gehörte und 1814 abgerissen wurde. Ihr Vater war der Gutsbesitzer und Steuerbeamte Ludwig Ritter von Faßmann.
Zuerst trat sie in München auf und unternahm im Sommer 1834 eine erste Gastspielreise nach Stuttgart. Nach ihrer Rückkehr nach München erhielt sie dort ein festes Engagement und debütierte am 7. Juli 1835 als Agathe in Carl Maria von Webers Oper Der Freischütz. Zwei Jahre später wechselte sie an das Berliner Opernhaus, wo sie erstmals am 3. März 1837 in der Titelrolle von Christoph Willibald Glucks Oper Armide auftrat. Daneben wirkte sie regelmäßig in Konzerten der Sing-Akademie zu Berlin mit.
1840 heiratete sie den Freiherrn Philipp von Seckendorff. Mit ihm hatte sie drei Kinder, Carl und Ernst von Seckendorff sowie Auguste von Bagenskij, geb. von Seckendorff. Am 1. Mai 1848 wurde sie pensioniert. Nach dem Tod ihres ersten Ehemanns heiratete sie am 10. Januar 1854 in Potsdam den Artillerie-Oberst z. D. Hans Leberecht Constans August Wilhelm von Held (* 25. November 1814; † 28. Mai 1874), Sohn des preußischen Beamten Hans von Held. Sie zog mit ihm in dessen Garnison nach Kolberg, ließ sich aber einige Jahre später scheiden.
1872 starb sie an einem chronischen Unterleibsleiden.